# Pellaea
Pellaea és un gènere de falgueres de la família de les pteridàcies. Les espècies d'aquest gènere viuen principalment en hàbitats rocosos, incloent gorges i pendents. Són més abundants i diversificats al sud-oest dels Estats Units, Andes, Àfrica central i del sud i est d'Austràlia i Nova Zelanda. Acostumen a tenir un rizoma reptant i fulles compostes pinnades a bipinnades.
La distinció entre els gèneres Pellaea i Cheilanthes és difícil.
Als Països Catalans és autòctona l'espècie Pellaea calomelanos que es troba únicament a La Selva i l'Alt Empordà essent l'únic lloc a Europa on es troba aquesta espècie.

## Taxonomia

### Seccions
- Pellaea secció Pellaea: inclou espècies americanes i l'africana Pellaea rufa;
- Pellaea secció Ormopteris: Sud-amèrica i Brasil;
- Pellaea secció Platyloma: Austràlia i Nova Zelanda;
- Pellaea secció Holcochlaena: inclou espècies africanes.

Les espècies com Pellaea rotundifolia i Pellaea falcata són conreades com a plantas d'interior.

### Algunes espècies
- Pellaea secció Pellaea:
  - Pellaea purpurea
  - Pellaea glabella
  - Pellaea wrightiana
  - Pellaea truncata
  - Pellaea ovata
- Pellaea secció Ormopteris:
  - Pellaea cymbiformis
- Pellaea secció Platyloma:
  - Pellaea rotundifolia
  - Pellaea falcata
  - Pellaea calidirupium
- Pellaea secció Holcochlaena:
  - Pellaea calomelanos
  - Pellaea dura
  - Pellaea viridis
  - Pellaea boivinii